# ハムデン・パーク
ハムデン・パーク（Hampden Park）は、スコットランド・グラスゴーにある多目的スタジアム。スコットランドの国立競技場であり、クイーンズ・パークFCとサッカースコットランド代表のホームスタジアムとなっている。2014年の英連邦大会では陸上競技と閉会式の会場として使用された。

## 概要
クイーンズ・パークFCは、1873年10月以来ホームスタジアムとして使用している。スタジアムの完成は1903年。現在は、1999年に改装した3代目のスタジアムとなっており、過去にはUEFAチャンピオンズリーグの決勝が1960年、1976年、2002年に行われ、2007年にはUEFAカップ(現、UEFAヨーロッパリーグ)の決勝戦が行われた。また、2012年にはロンドン五輪サッカー競技の会場として使用された。

## スタンド
サウス・スタンド (South Stand)、1層構造のメインスタンド。スタンドが1つに繋がっているためスタンドの境目がなく全体を通して1層構造となっている。ウェスト・スタンド側コーナーにアウェーサポーター席がある。
イースト・スタンド (East Stand)、ゴール裏スタンド。
ノース・スタンド (North Stand)、バックスタンド。HAMPDENと白抜きの文字で描かれている。
ウェスト・スタンド (East Stand)、ゴール裏スタンド。サウス・スタンド側のコーナーにアウェーサポーター席が設定されている。

## スタジアムへの行き方
ファースト・スコットレールのマウント・フロリダ駅、あるいはキングス・パーク駅から徒歩5分。両駅へは、グラスゴー・セントラル駅から約10から15分位で着く。

## 入場者数
最多入場者数は1937年のブリティッシュ・ホーム・チャンピオンシップのイングランド戦の149,415人で、ヨーロッパの国際試合で最多入場者数でもある。同年のスコティッシュカップ決勝では147,365人を集め、スタジアム外にも2万人が集まった。

## ギャラリー

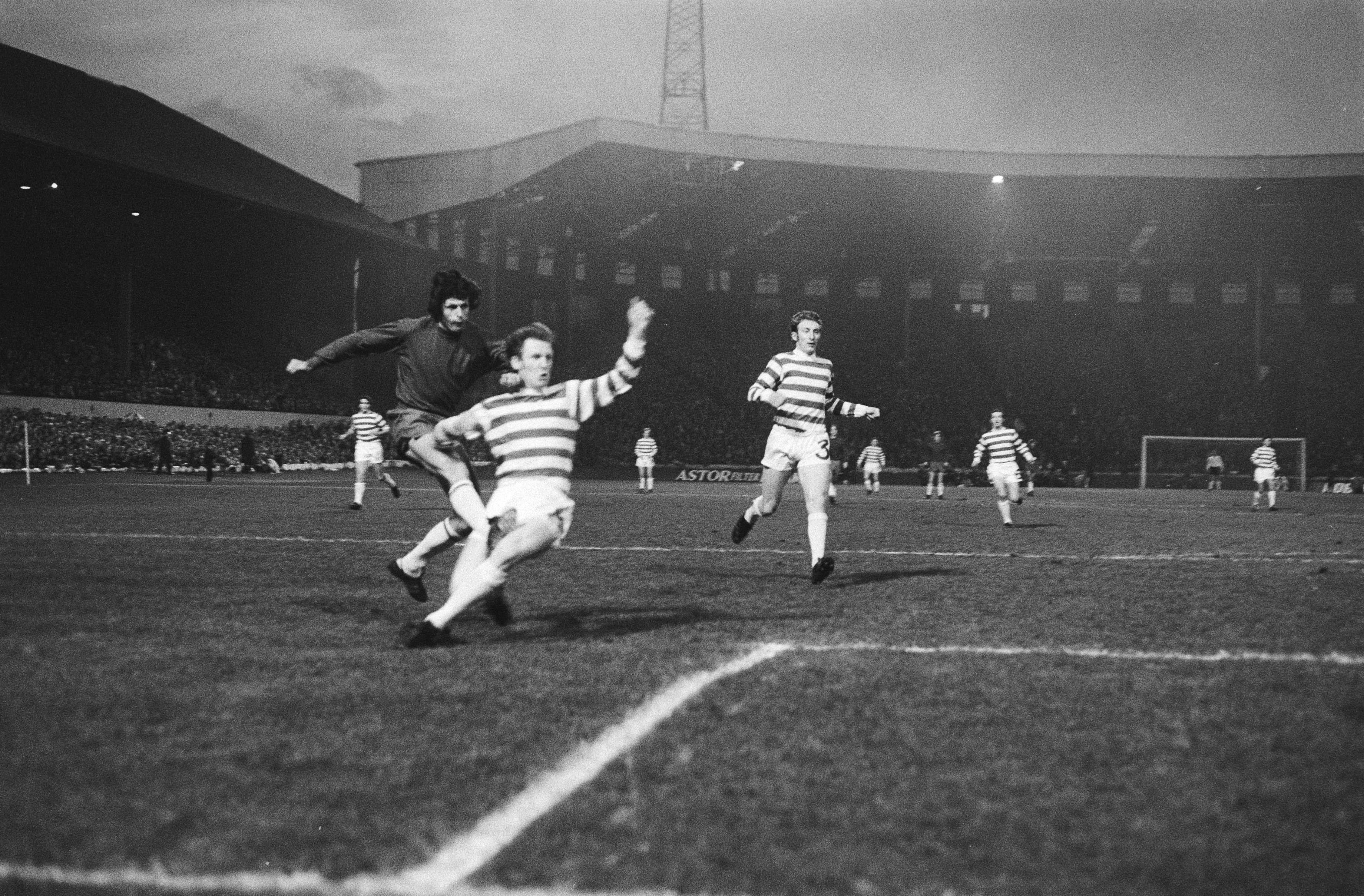
試合中のスタジアム (1971年)
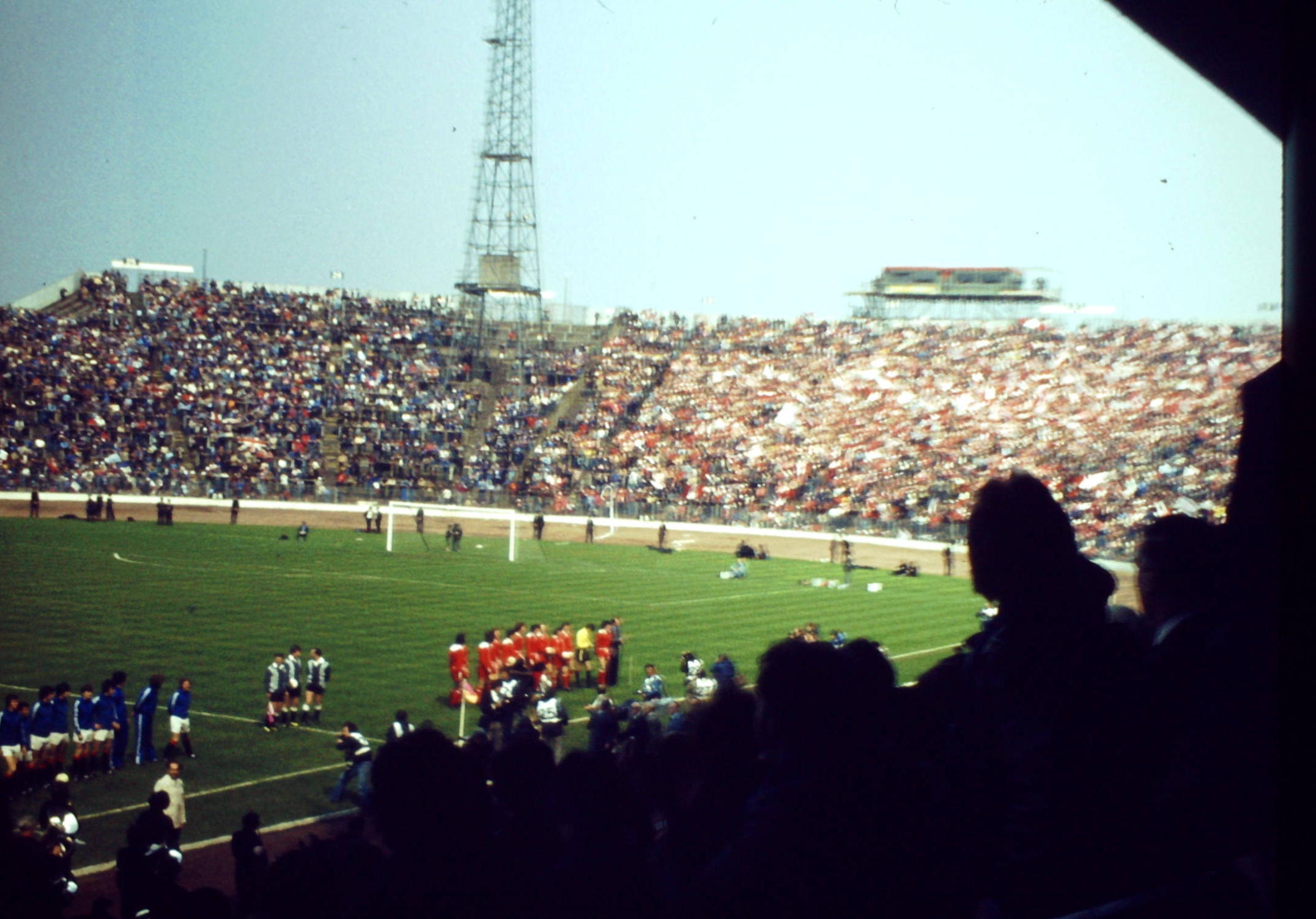
1978年のスタジアム
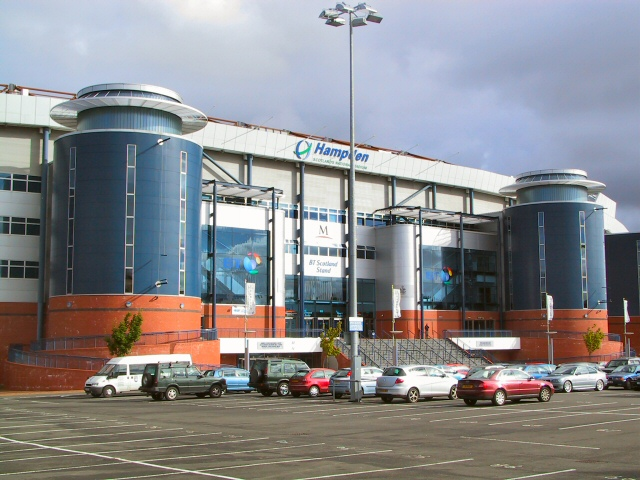
1999年のスタジアム外観
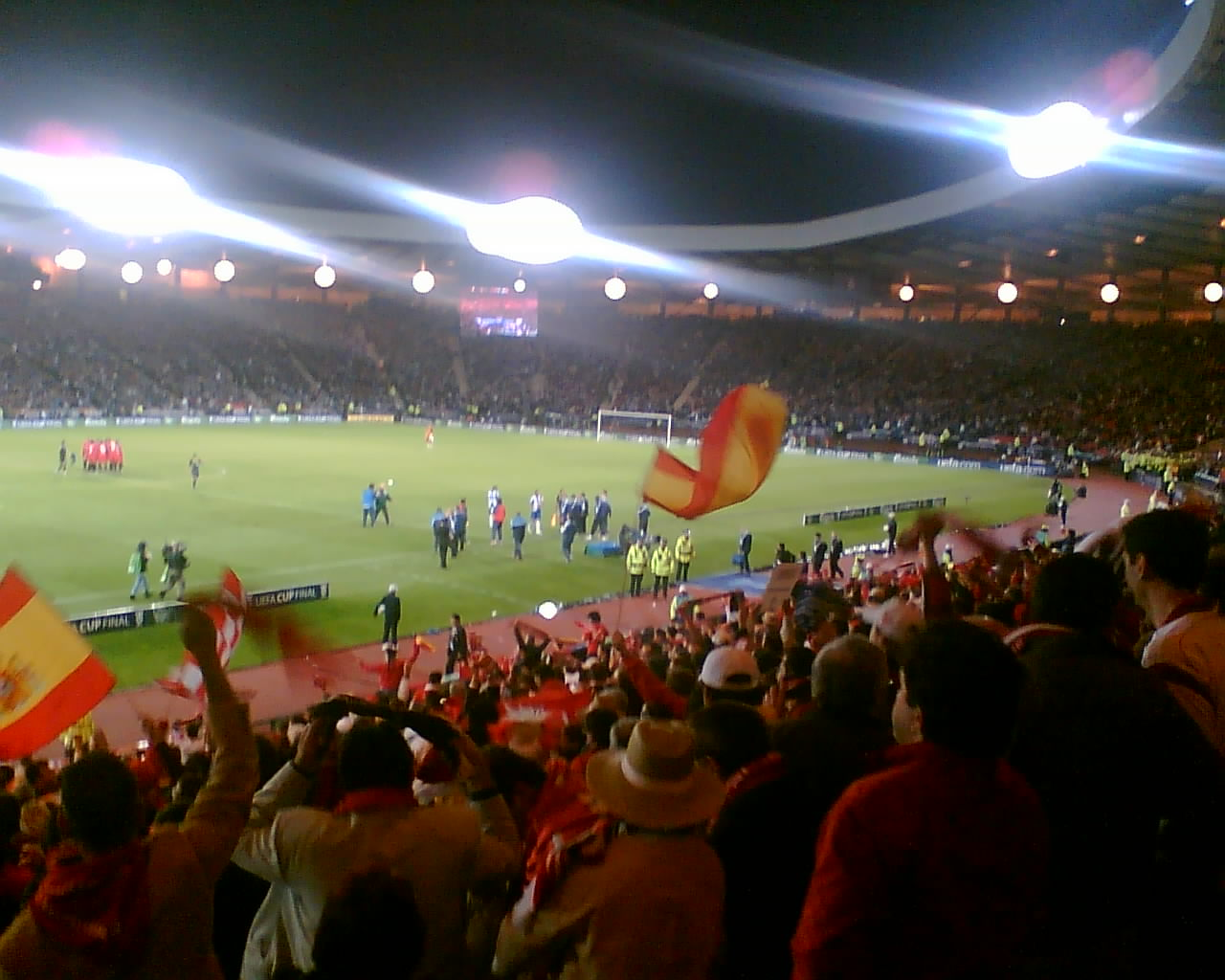
2007年のスタジアム内観
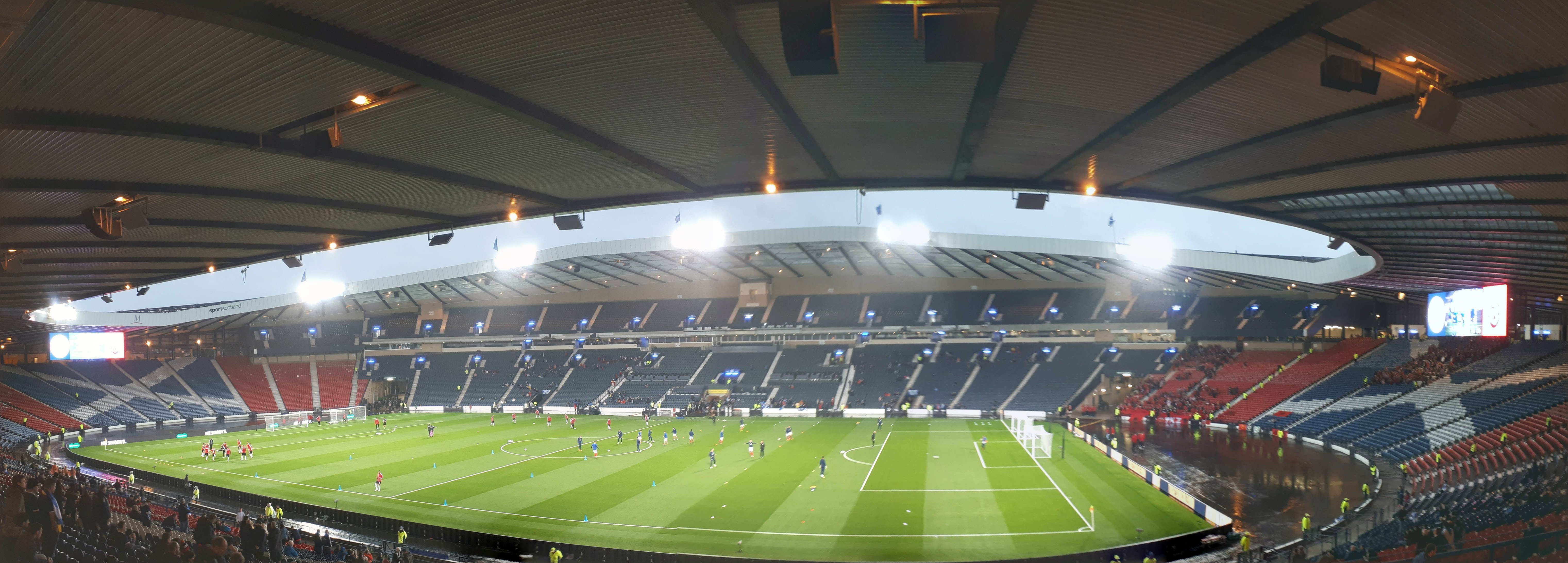
2018年のスタジアム内観